# Quiksilver Pro France
Pour les articles homonymes, voir Quiksilver Pro.
Ne doit pas être confondu avec Lacanau Pro.
Le Quiksilver Pro France, précédemment connu sous le nom de Rip Curl Pro Landes ou Rip Curl Pro Hossegor de 1987 à 2000, est une manche du championnat du monde de surf qui se déroule chaque année au mois d'octobre sur le spot d'Hossegor, dans les communes de Hossegor, Seignosse et Capbreton, dans le département français des Landes.

## Présentation
Le Quiksilver Pro France se déroule après qualifications, appelées « trials ».
L'édition 2001 est annulée à cause des attentats du 11 septembre 2001 qui ont frappé les États-Unis.
L'édition 2020 est annulée à cause de la pandémie de Covid-19.
Depuis 2021, le Quiksilver Pro France (compétition masculine) et le Roxy Pro France (en) (compétition féminine, anciennement connue sous le nom de Roxy Jam) ne font plus partie du championnat du monde de surf. Cependant, ils restent présents sous la forme d’un Challenger Series, la plus haute catégorie d’épreuves du circuit qualificatif.

## Palmarès

### Résultats par édition
| Année                 | Vainqueur          | Score | Finaliste(s)        | Score(s) |
| --------------------- | ------------------ | ----- | ------------------- | -------- |
| Rip Curl Pro Landes   |                    |       |                     |          |
| 1987                  | Dave Macaulay      |       | Tom Carroll         |          |
| 1988                  | Tom Carroll        |       | Richie Collins (en) |          |
| 1989                  | Tom Curren         |       | Todd Holland        |          |
| 1990                  | Martin Potter      |       | Rob Bain            |          |
| 1991                  | Tom Carroll        |       | Gary Elkerton (en)  |          |
| 1992                  | Kelly Slater       |       | Gary Elkerton (en)  |          |
| 1993                  | Damien Hardman     |       | Rob Machado         |          |
| 1994                  | Flávio Padaratz    | 29.46 | Kelly Slater        | 28.77    |
| 1995                  | Rob Machado        | 31.70 | Jeff Booth          | 27.16    |
| Rip Curl Pro Hossegor |                    |       |                     |          |
| 1996                  | Kelly Slater       | 29.00 | Damien Hardman      | 23.50    |
| 1997                  | Rob Machado        | 31.90 | Damien Hardman      | 29.75    |
| 1998                  | Damien Hardman     | 22.00 | Pat O'Connell       | 20.00    |
| 1999                  | Michael Lowe       | 21.95 | Mick Campbell       | 21.00    |
| Rip Curl Pro Landes   |                    |       |                     |          |
| 2000                  | C. J. Hobgood      | 21.05 | Luke Egan           | 20.85    |
| 2001                  | Annulé             |       |                     |          |
| Quiksilver Pro France |                    |       |                     |          |
| 2002                  | Neco Padaratz      | 23.85 | Andy Irons          | 23.25    |
| 2003                  | Andy Irons         | 18.06 | Phillip MacDonald   | 13.73    |
| 2004                  | Andy Irons         | 17.00 | Bruce Irons         | 12.00    |
| 2005                  | Andy Irons         | 17.00 | Damien Hobgood      | 12.83    |
| 2006                  | Joel Parkinson     | 15.16 | Mick Fanning        | 07.67    |
| 2007                  | Mick Fanning       | 18.43 | Greg Emslie         | 11.63    |
| 2008                  | Adrian Buchan      | 15.74 | Kelly Slater        | 15.16    |
| 2009                  | Mick Fanning       | 16.66 | Bede Durbidge       | 12.87    |
| 2010                  | Mick Fanning       | 16.90 | Kelly Slater        | 06.74    |
| 2011                  | Gabriel Medina     | 17.00 | Julian Wilson       | 16.10    |
| 2012                  | Kelly Slater       | 17.26 | Dane Reynolds       | 14.00    |
| 2013                  | Mick Fanning       | 16.66 | Gabriel Medina      | 15.00    |
| 2014                  | John John Florence | 16.00 | Jadson André        | 04.57    |
| 2015                  | Gabriel Medina     | 17.50 | Bede Durbidge       | 9.44     |
| 2016                  | Keanu Asing        | 13.94 | Gabriel Medina      | 7.00     |
| 2017                  | Gabriel Medina     | 16.00 | Sebastian Zietz     | 9.30     |
| 2018                  | Julian Wilson      | 15.34 | Ryan Callinan       | 14.23    |
| 2019                  | Jérémy Florès      | 15.00 | Ítalo Ferreira      | 8.23     |
| 2020                  | Annulé             |       |                     |          |

### Palmarès individuel
| Surfeur        | Pays       | Victoires | Finales | Total d'apparitions |
| -------------- | ---------- | --------- | ------- | ------------------- |
| Mick Fanning   | Australie  | 4         | 1       | 5                   |
| Gabriel Medina | Brésil     | 3         | 2       | 5                   |
| Andy Irons     | Hawaï      | 3         | 1       | 4                   |
| Kelly Slater   | États-Unis | 3         | 3       | 6                   |
| Rob Machado    | États-Unis | 2         | 1       | 3                   |
| Damien Hardman | Australie  | 2         | 2       | 4                   |
| Neco Padaratz  | Brésil     | 1         | 0       | 1                   |

### Victoires par nation
| Nation      | Victoires |
| ----------- | --------- |
| Australie   | 13        |
| Brésil      | 5         |
| Hawaï       | 5         |
| États-Unis  | 7         |
| France      | 1         |
| Royaume-Uni | 1         |
| Total       | 32        |